# نیکی کلارک (بازیکن فوتبال)
نیکی کلارک (انگلیسی: Nicky Clarke؛ زادهٔ ۲۰ اوت ۱۹۶۷) بازیکن فوتبال اهل بریتانیا است.
از باشگاه‌هایی که در آن بازی کرده‌است می‌توان به باشگاه فوتبال ولورهمپتون واندررز، باشگاه فوتبال چسترفیلد، باشگاه فوتبال منزفیلد تاون، و باشگاه فوتبال دونکستر راورز اشاره کرد.